# Цильков, Исаак
Исаак Цильков (пол. Izaak Cylkow, 11 января 1841 г., Бежунь, Царство Польское, Российская империя — 1 декабря 1908 г., Варшава, Царство Польское, Российская империя) — главный раввин варшавской Большой синагоги, проповедник, автор перевода Танаха на польский язык.

## Биография
Исаак Цильков родился 11 января 1841 года в польском городе Бежунь в семье талмудиста Моисея Аарона Цилькова. Исаак Цильков воспитывался в варшавской раввинской школе реформистского иудаизма, которая поддерживала ассимиляторские тенденции. В 1859 году Исаак Цильков закончил в ней своё обучение, после чего он в течение года изучал медицину. Прервав учёбу и получив стипендию, он отправился в Берлин, чтобы там изучать философию и иудейское богословие. Завершив своё обучение в университете Галле, Исаак Цильков защитил докторскую научную степень по философии и семитской филологии.
После восстания 1863 года Исаак Цильков вернулся в Варшаву, где в 1865 году был назначен проповедником в варшавскую немецкую синагогу на улице Даниловичовской, где стал проповедовать на польском языке. В 1878 году произнёс речь при открытии Большой синагоги. Во время этого выступления он призывал к взаимопониманию и терпимости среди религий. Несмотря на запрет российских властей, эту речь Исаак Цильков произнёс на польском языке. Вскоре он был назначен первым главным раввином Большой синагоги.
Исаак Цильков занимался переводом Танаха на польский язык. Свой первый перевод Псалмов он опубликовал в 1883 году. В 1895 году сделал перевод Торы в двух вариантах. В первые годы XX столетия были сделаны переводы других книг Танаха. Перевод Исаака Цилькова считается первым переводом на польский язык масоретского варианта Библии.
Исаак Цильков умер 1 декабря 1908 года в Варшаве после сердечного приступа. Во время его похорон в Большой синагоге произнёс прощальную речь его будущий преемник на посту главного раввина синагоги Самуэль Познанский.
Исаак Цильков был похоронен на варшавском еврейском кладбище (сектор 33, ряд 1).

## Источник
- Marian Przedpełski, Izaak Cylkow z Bieżunia na tle swojej epoki. Bieżuńskie Zeszyty Historyczne nr 9, Bieżuń 1996. ss. 3-22 ISSN 12310212
- Henryk Kroszczor: Cmentarz Żydowski w Warszawie. Warszawa: Państwowe Wydawnictwo Naukowe, 1983, s. 12. ISBN 83-01-04304-0.